# Пироговая птичка
Пироговая птичка (англ. pie bird), пироговый свисток, пироговая воронка, пироговая труба — полое керамическое устройство, придуманное в Европе, в форме птицы с открытым клювом, воронки или печной трубы, используемое для вентиляции пирога, выпуска пара и поддержания корочки.
Начиная с викторианских времен в центре пирогов с фруктами и мясом во время приготовления повара располагали вентиляционные воронки; фигурки птиц появились позже. Воронки для пирогов позволяли пару выходить наружу, предотвращали вскипание и просачивание жидкости изнутри пирога через корочку. Они также поддерживали корочку в центре выпечки, чтобы она не провисала посередине. Всё это было необходимо из-за того, что в старых печах часто возникали проблемы с равномерным нагревом.
Со временем, для оформления воронок стали использоваться керамические птицы. Начиная с 1940-х годов потребителям было предложено множество вариантов их дизайна. Одной из самых популярных является фигурка чёрного дрозда, также можно встретить фигурки поваров или героев мультфильмов. А гончарная мастерская Creigiau Pottery из Южного Уэльса создала пироговую «птичку» в виде символа Уэльса: Валлийского дракона, покрытого медной глазурью.
Несмотря на снижение практического значения, популярность пироговых птичек в последние годы только выросла. Их приобретают не только в качестве утилитарных кухонных принадлежностей, но и в качестве подарков, сувениров и предметов коллекционирования.
С утилитарной точки зрения, заменить птичку можно, используя маленькие воронки из пекарской бумаги или алюминиевой фольги.